# Teilungseinheit
Eine Teilungseinheit (TE, englisch division units (DU)) ist eine Maßeinheit zur Beschreibung der Breite von Baugruppen und Betriebsmitteln in der Elektrotechnik.

## Teilungseinheit bei Elektronikbaugruppen
Im Allgemeinen sind die Maße von Schränken, Baugruppenträgern und Baugruppen in Zoll (1 Zoll = 2,54 cm) angegeben. Eine Teilungseinheit bei Elektronikbaugruppen entspricht 1⁄5 Zoll, also 5,08 mm. Damit passt die Teilungseinheit zu dem bei Leiterplatten und elektrischen Bauelementen üblichen Rastermaß von 2,54 mm.

### Baugruppenträger

Baugruppenträger mit Führungsschienen für Baugruppen mit vier TE

Mit der Teilungseinheit wird die Breite von Baugruppen angegeben, damit bei der Planung eines Baugruppenträgers die mögliche Anzahl von Baugruppen bestimmt werden kann. Ausgehend von einem 19″-Baugruppenträger mit einer nutzbaren Breite von ca. 427 mm ergeben sich 84 Teilungseinheiten.
Das Bild zeigt einen Ausschnitt eines 19″-Baugruppenträgers mit sechs Höheneinheiten. Auf der rechten Seite steckt eine Standardbaugruppe mit einer Breite von vier Teilungseinheiten (4 × 5,08 mm = 20,32 mm). Die Führungsschienen stecken in jeder vierten Raste und haben so den richtigen Abstand für weitere Standardbaugruppen. Baugruppen mit mehr oder weniger Teilungseinheiten benötigen einen anderen Abstand der Führungsschienen. Bei den hier verwendeten Führungsschienen können 42 Baugruppen mit je zwei Teilungseinheiten Breite in einem Standard-19″-Baugruppenträger eingesetzt werden.

## Elektroinstallation und Schaltschrankbau

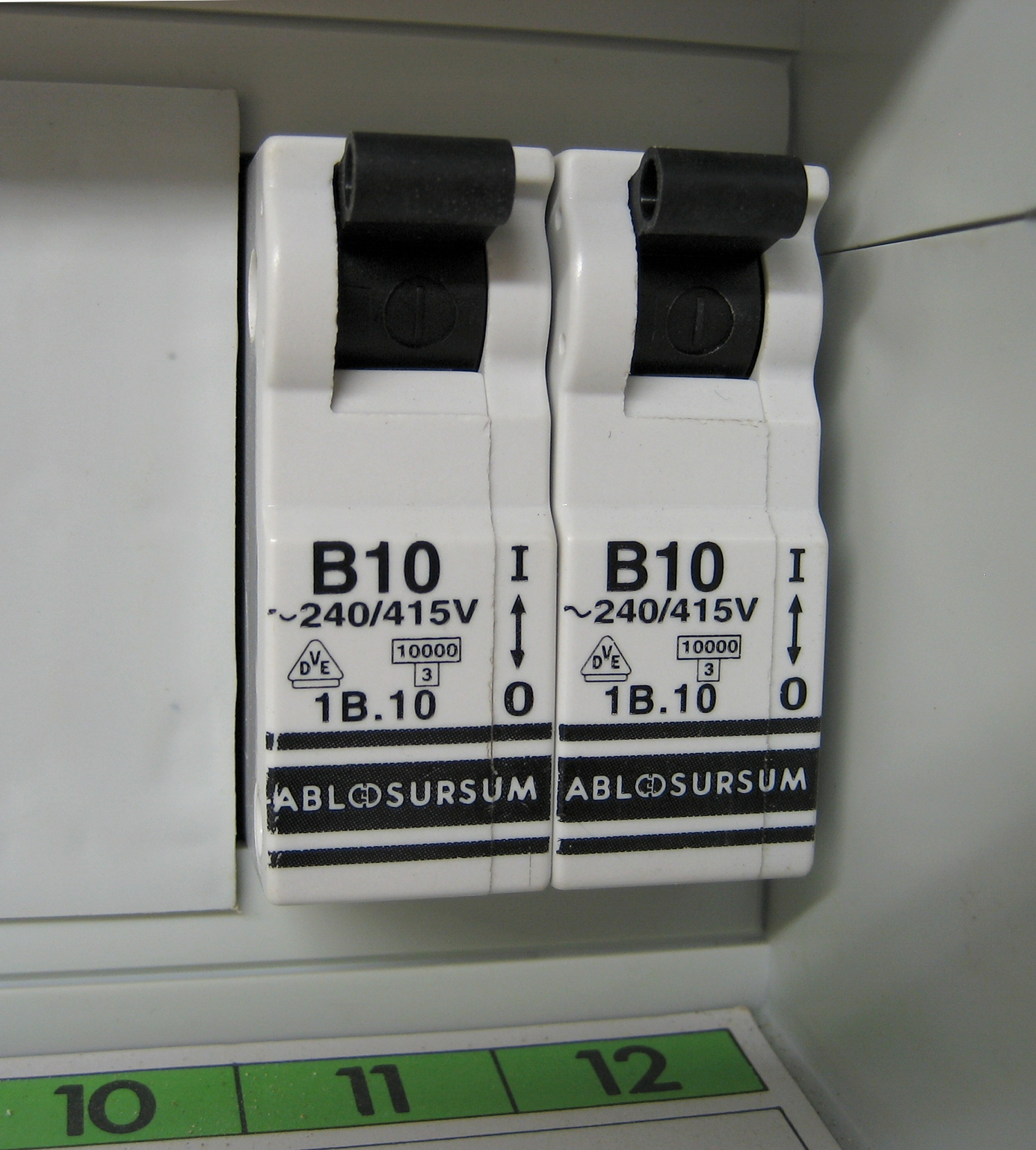
Zwei einpolige LS-Schalter mit einer Breite von je einer Teilungseinheit

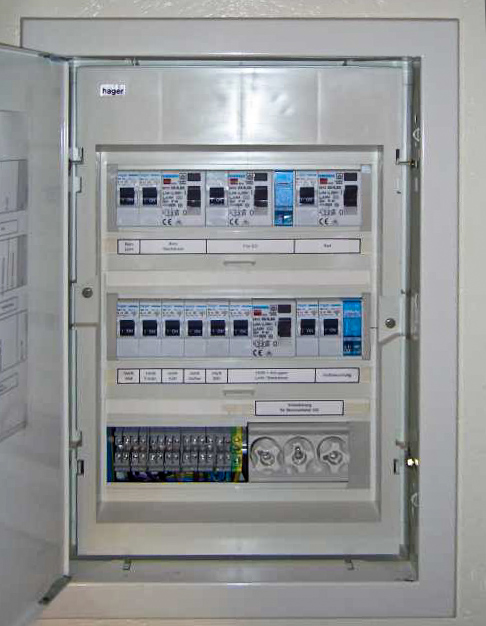
Elektroverteiler mit Einbaugeräten verschiedener TE-Breiten

In der Elektroinstallation und im Schaltschrankbau wird die Breite von Einbaugeräten wie Leitungsschutzschaltern, Fehlerstrom-Schutzschaltern usw. in Teilungseinheiten angegeben, die Breite einer Teilungseinheit beträgt 18 mm. Die Einbaubreite der Geräte soll nach der Norm DIN 43880:1988-12 zwischen 17,5 und 18,0 mm liegen, oder sich aus der Multiplikation dieser Abmessung mit 0,5 oder einem ganzzahligen Vielfachen davon errechnen, also k · 0,5 · 18 mm oder k · 0,5 · 17,5 mm (mit k = 1, 2, 3, …). So hat zum Beispiel ein einpoliger Leitungsschutzschalter eine Breite von 1 TE. Die Einbauten von Elektroinstallationsverteilern sind nach DIN 43871 „Installationskleinverteiler für Einbaugeräte bis 63 A“ auf die Teilungseinheiten abgestimmt, z. B. die Breite von Tragschienen.
Die Teilungseinheit ist ein Modul und wird mitunter auch Platzeinheit (PLE) genannt.

### Übliche Teilungseinheiten
| TE  | max. Breite in mm | Beispiele häufig verwendeter Reiheneinbaugeräte |
| --- | ----------------- | --- |
| 0,5 | 9                 | - Anbauelemente: Hilfsstromschalter, Fehlersignalschalter |
| 1   | 18                | - einpoliger Leitungsschutzschalter 1P (≤ 63 A) - einpoliger Leitungsschutzschalter 1P+N, kompakt (≤ 40 A) - ein-/zweipoliger Überspannungsschutz                                                                          |
| 1,5 | 27                | - einpoliger Leitungsschutzschalter 1P (63–125 A) - einzelner Neozed-Sockel - einpoliger Leitungsschutzschalter 1P+N |
| 2   | 36                | - zweipoliger Leitungsschutzschalter 2P (≤ 63 A) - einpoliger Leitungsschutzschalter 1P+N (≤ 63 A) - Fehlerstrom-Schutzschalter 1P+N (meist ≤ 63 A) - FI/LS-Schalter 1P+N (≤ 40 A) - zwei-/vierpoliger Überspannungsschutz |
| 2,5 | 45                | - Schuko-Steckdose für Tragschienenmontage |
| 3   | 54                | - dreipoliger Leitungsschutzschalter 3P (≤ 63 A) - Fehlerstrom-Schutzschalter 3P+N (selten) - Überspannungsschutz |
| 4   | 72                | - dreipoliger Leitungsschutzschalter 3P+N (≤ 63 A) - Fehlerstrom-Schutzschalter 3P+N (meist ≤ 100 A) - Überspannungsschutz                                                                                                 |
| 4,5 | 81                | - dreifacher Neozed-Sockel |
| 6   | 108               | - Überspannungsschutz |
| 8   | 144               | - Überspannungsschutz |

## Anwendungen
- Anlagenbau
- Mess- und Regelungstechnik
- Nachrichtentechnik
- Telefonanlagen
- Rundfunktechnik
- Gebäudeleittechnik